# لي تينجلونج
لي تينجلونج (بالصينية: 雷腾龙) (17 يناير 1991 بووهان في الصين - ) هو لاعب كرة قدم صيني في مركز الدفاع. شارك مع منتخب الصين لكرة القدم. أما مع النوادي، فقد لعب مع نادي بكين سينوبو غوان ونادي ماريتيمو وBeijing Guoan Talent Singapore FC ‏ وC.S. Marítimo B ‏.

## وصلات خارجية
- لي تينجلونج على موقع قاعدة بيانات كرة القدم.إي يو (الإنجليزية)
- لي تينجلونج على موقع ناشيونال فوتبول تيمز (الإنجليزية)
- لي تينجلونج على موقع Soccerway.com (الإنجليزية)
- لي تينجلونج على موقع AS.com (الإسبانية)